# Big Mouth (série télévisée, 2022)
Pour les articles homonymes, voir Big Mouth.
Big Mouth ou Big Mouse (en coréen : 빅마우스 ; translittération : Bigma-useu) est un drama sud-coréen scénarisé par Jang Young-chul. Diffusé du 29 juillet au 17 septembre 2022 sur MBC TV, il met en scène Lee Jong-suk, Im Yoon-ah, Kim Joo-hun et Kwak Dong-yeon.

## Synopsis
Park Chang-ho est un avocat de petite envergure, dont la carrière catastrophique égale la malchance légendaire ! Sa réputation est telle qu'il s'est vu affublé du surnom de « Big Mouth » pour ses bavardages intarissables et son incapacité à tenir ses engagements.
Suite à un complot, Chang-ho est soupçonné d'être le célèbre escroc « Big Mouse ». Il est jeté en prison du jour au lendemain. Pour survivre, le voilà contraint d'accepter pleinement cette nouvelle identité. Derrière les barreaux, il va tenter de révéler une conspiration de grande envergure.
A l'extérieur de cet univers carcéral impitoyable, sa femme Mi-ho se démène pour l'innocenter. 
Mais Chang-ho finit par réellement se prendre au jeu et éprouve de plus en plus de satisfaction à goûter au pouvoir...

## Distribution

### Personnages principaux
- Lee Jong-suk : Park Chang-ho / Big Mouth
- Im Yoon-ah : Ko Mi-ho
- Kim Joo-hun : Choi Do-ha
- Kwak Dong-yeon : Jerry / Oh Jin-chul / Big Mouse

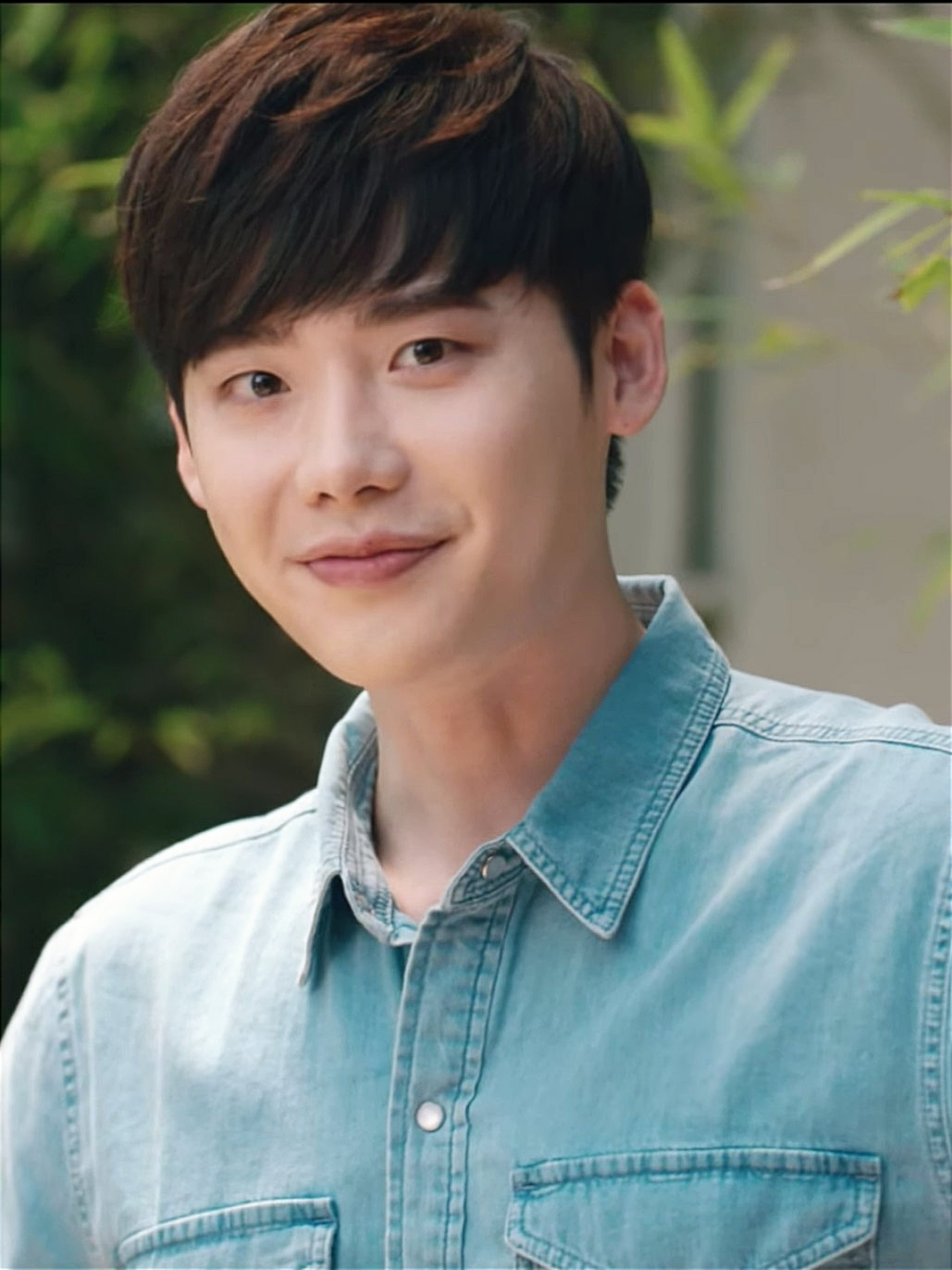
Lee Jong-suk
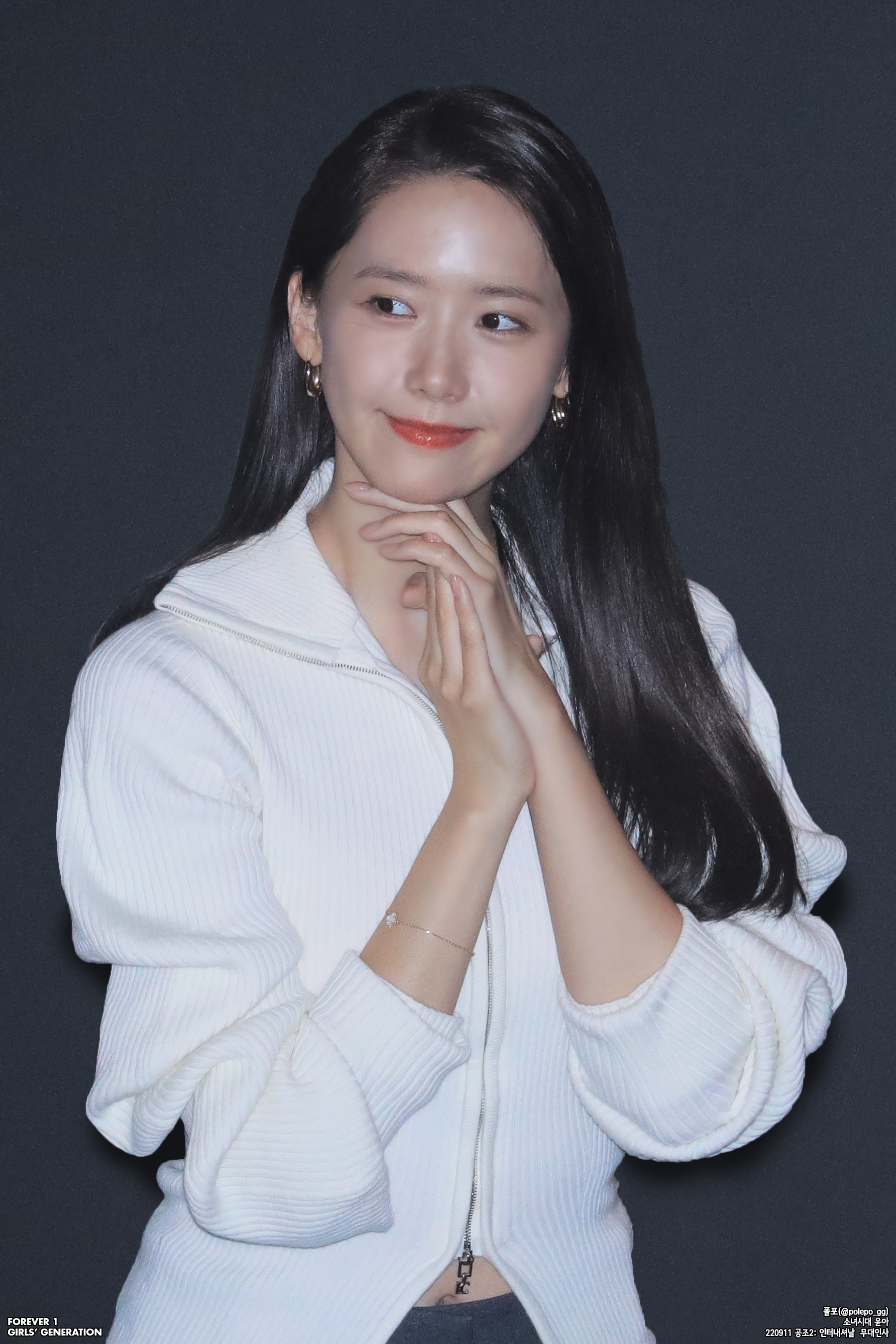
Im Yoon-ah
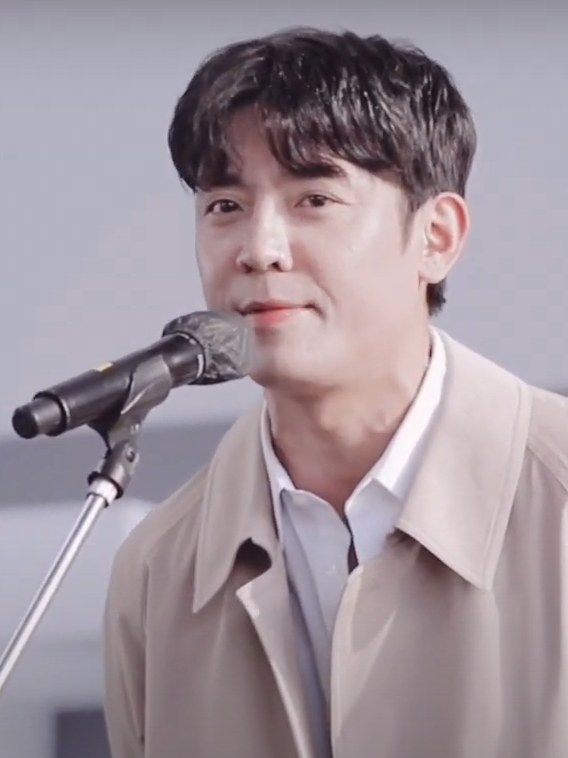
Kim Joo-hun
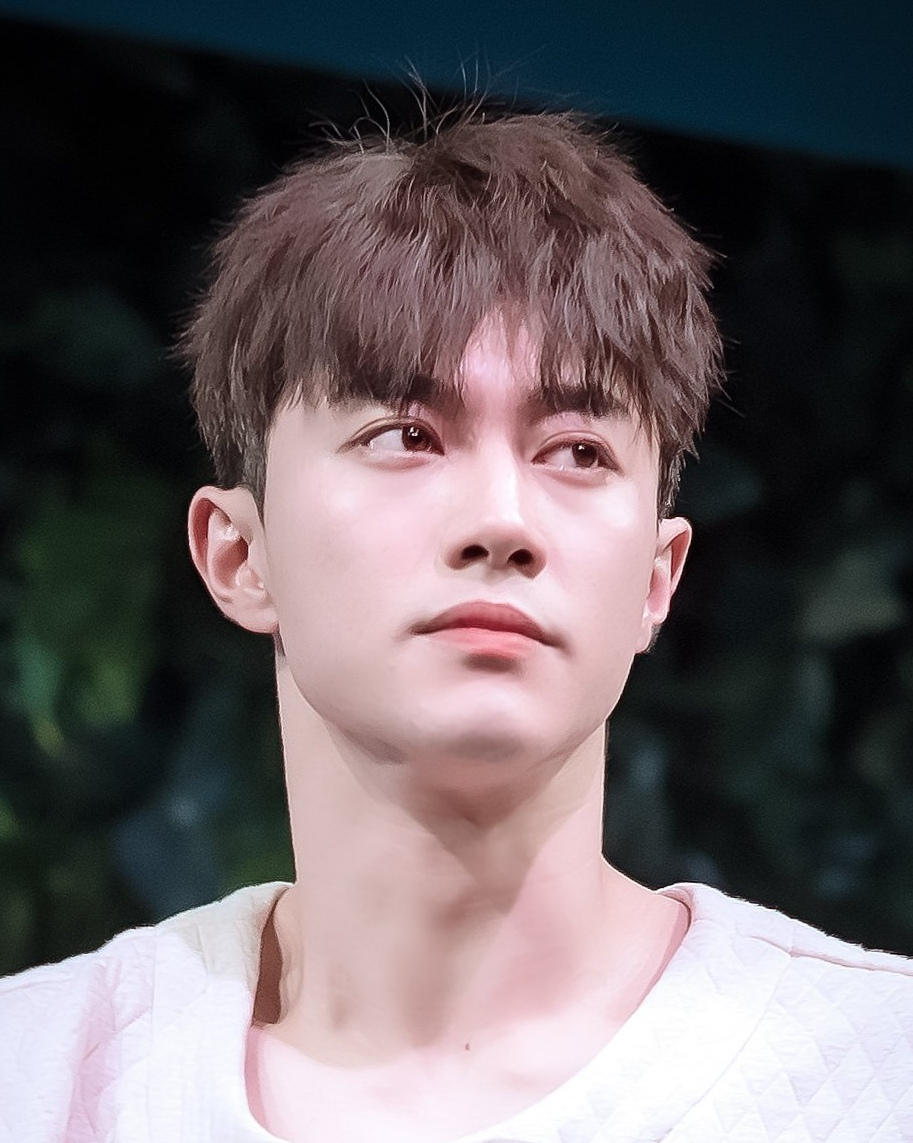
Kwak Dong-yeon

### Personnages secondaires
- Yang Kyung-won : Gong Ji-hoon
- Kim Jung-hyun : Jung Chae-bong
- Lee Yoo-joon : Han Jae-ho
- Oh Ryung : Lee Du-geun
- Yoon Seok-hyun : Cha Seung-tae
- Park Hoon : Seo Jae-yong
- Hong Ji-hee : Jang Hye-jin
- Kim Kyu-seon : Ashley Kim
- Jang Hyuk-jin : Choi Jung-rak
- Ok Ja-yeon : Hyun Ju-hee
- Kim Seon-hwa : Park Mi-young
- Park Se-hyun : Jang Hee-joo
- Jeong Jae-sung : Park Yoon-gap
- Kim Dong-won : Gan Su-cheol
- Yang Hyung-wook : Noh Park
- Lee Ki-young : Ko Gi-kwang
- Oh Eui-shik : Kim Soon-tae
- Yoo Tae-ju : Tak Kwang-yeon
- Song Kyung-cheol : Yang Chun-sik
- Park Jeong-bok : Go Tae-sik
- Shin Seung-hwan : Peter Hong
- Jeon Gook-hwan : Kang Seong-geun

## Accueil

### Accueil en Corée du Sud

#### Audiences
| Episode | Date de diffusion originale | Audiences     | Audiences     | Audiences |
| Episode | Date de diffusion originale | Nielsen Korea | Nielsen Korea | TNmS      |
| Episode | Date de diffusion originale | National      | Séoul         | National  |
| --- | --------------------------- | ------------- | ------------- | --------- |
| 1 | 29 juillet 2022             | 6.2%          | 6.3%          | 5.6%      |
| 2 | 30 juillet 2022             | 6.1%          | 6.4%          | 6.1%      |
| 3 | 5 août 2022                 | 7.6%          | 8.1%          | 8.1%      |
| 4 | 6 août 2022                 | 8.6%          | 8.7%          | N/A       |
| 5 | 12 août 2022                | 9.8%          | 10.0%         | 9.6%      |
| 6 | 13 août 2022                | 10.8%         | 10.8%         | 10.0%     |
| 7 | 19 août 2022                | 11.2%         | 11.4%         | 10.1%     |
| 8 | 20 août 2022                | 10.4%         | 10.3%         | 9.6%      |
| 9 | 26 août 2022                | 11.5%         | 11.7%         | 11.0%     |
| 10 | 27 août 2022                | 10.0%         | 10.2%         | 9.4%      |
| 11 | 2 septembre 2022            | 11.4%         | 11.4%         | 11.2%     |
| 12 | 3 septembre 2022            | 12.0%         | 12.0%         | 11.4%     |
| 13 | 9 septembre 2022            | 8.3%          | 8.3%          | N/A       |
| 14 | 10 septembre 2022           | 10.6%         | 10.3%         | 10.1%     |
| 15 | 16 septembre 2022           | 12.3%         | 12.4%         | 10.5%     |
| 16 | 17 septembre 2022           | 13.7%         | 13.9%         | 12.5%     |
| Moyenne | Moyenne                     | 10.0%         | 10.1%         | /         |
| - Dans le tableau ci-dessus, les chiffres en bleu indiquent les audiences les plus basses et les chiffres en rouge indiquent les audiences les plus hautes. - N/A : données non-communiquées. |                             |               |               |           |

#### Récompenses et nominations
| Cérémonie        | Année | Catégorie                                      | Lauréat(es)                | Résultat   |
| ---------------- | ----- | ---------------------------------------------- | -------------------------- | ---------- |
| MBC Drama Awards | 2022  | Grand Prix (Daesang)                           | Lee Jong-suk               | Lauréat    |
| MBC Drama Awards | 2022  | Drama de l'année                               | Big Mouth                  | Lauréat    |
| MBC Drama Awards | 2022  | Prix d'excellence, acteur dans une mini-série  | Lee Jong-suk               | Nomination |
| MBC Drama Awards | 2022  | Prix d'excellence, actrice dans une mini-série | Im Yoon-ah                 | Lauréat    |
| MBC Drama Awards | 2022  | Prix du meilleur couple                        | Lee Jong-suk et Im Yoon-ah | Lauréat    |

### Accueil dans les pays francophones
Le drama est bien reçu dans les pays francophones, du côté des spécialistes comme des spectateurs.
Big Mouth figure dans la sélection établie par Jessica Cohen, la créatrice du magazine K-Society, dans l'ouvrage K-dramas : 100 séries télé coréennes incontournables. Cette dernière souligne la distribution et la tension dramatique qui se manifeste crescendo dans la trame : « ce thriller monte joliment en puissance, entre révélations et interrogations, par la grâce d'une réalisation soignée et un récit sombre et fascinant. La multitude de personnages, souvent sans pitié, enrichit l'histoire et confère ampleur et complexité à l'intrigue ».
Dans son Guide des K-dramas : 150 recommandations de dramas asiatiques, la vidéaste Sam se montre séduite par ce jeu du chat et de la souris. Elle évoque le drama ainsi : « Big Mouth nous plonge dans un milieu carcéral où la loi du plus fort - ou du plus riche - fait foi. A la manière d'une micro-société vivant en autarcie complète, la prison où atterrit Chang-ho a ses propres règles, dictées par des puissants aussi vaniteux que cruels ».
Dans son livre 101 k-dramas à voir absolument, la créatrice de contenus Kelly compare la série à Prison Break. Elle y voit un « excellent thriller juridique » dont elle encense « le jeu d'acteur, les rebondissements bien gérés [ainsi que] son format de douze épisodes ». Elle regrette toutefois que les antagonistes manquent de développement.
Le site spécialisé Nautiljon recense une moyenne de 8,8/10.